# 宇和川恵美
 宇和川 恵美（うわがわ えみ、12月30日 - ）は、日本の女性声優、ナレーターである。兵庫県神戸市出身。青二プロダクション所属。

## 略歴
大阪教育大学卒業。青二塾大阪校9期生。

## 人物
資格・免許は小学校1級教諭免許、英検2級、珠算2級、暗算3級。
趣味はバンド活動、ボランティア活動（児童養護施設）、ウクレレ。特技は動物の鳴きマネ。
方言は関西弁。
同事務所の服巻浩司や前田愛とは親交が深い。また前田愛とは同じ兵庫県出身である。
漫画家の葉月京との親交が深く、2008年突き指パンダを結成した。

## 出演
太字はメインキャラクター。

### テレビアニメ
1993年
- クレヨンしんちゃん（1993年 - 2008年、北大宮くん、売り子、店員、ミュージカルの女優、ZiDAXの受付嬢 他）

1995年
- 美少女戦士セーラームーン シリーズ（1995年 - 1996年、幼児、少女、子供、アナウンス、機内アナ、フリークス、侍女、ミラーバレドリィ、亜美の友達、チューリップ、空港アナ、秘書、社内アナ、女生徒、社内販売の娘、看護婦、お姉さん、親衛隊、スチュワーデス、アナウンス、女の子、レポーター） - 2シリーズ
- SLAM DUNK（女子生徒）

1996年
- 地獄先生ぬ〜べ〜（1996年 - 1997年、静、ミニ幽霊、まさえ、女子、女の子、店員、保険の先生、子供、校内アナ、女生徒、女性、女店員、看護婦、まことのママ、かずみ、OL）
- ゲゲゲの鬼太郎（第4作）（1996年 - 1998年、子供C、女性A、剛助、奥さん、女子学生A、小豆婆）
- ご近所物語（スタッフ）

1997年
- キューティーハニーF（弓月さえこ、タイガーヘッドクロー、タランチュラパンサー、ポチ、アナウンス 他）

1998年
- ドクタースランプ（1998年 - 1999年、ゴロ美、母親、若い女、看護婦、コンコンヘルメット、女教師A、継母）
- 金田一少年の事件簿（1998年 - 1999年、北条アンヌ、赤峰藤子、蓮沼綾花）
- ひみつのアッコちゃん（第3作）（カエル）
- 星方武侠アウトロースター（店員） - TV未放送話
- センチメンタルジャーニー（法子、夏穂の母）
- 遊☆戯☆王（狐蔵乃親衛隊、影山三姉妹B、女性アナ）
- まもって守護月天!（池田先生、那奈）

1999年
- ONE PIECE（1999年 - 2001年、リカ）

2000年
- 週刊ストーリーランド（2000年 - 2001年、女子高生A、ウエイトレス、客1、女）
- ののちゃん（山田さちこ）

2001年
- テイルズ オブ エターニア THE ANIMATION（ミリー）
- 地球少女アルジュナ（白河きみとし）
- ジャングルはいつもハレのちグゥ（アディ）

2002年
- あたしンち（2002年 - 2003年、アナウンサー、店員、店員A、女性A、女子大生B、店員A、客1）

2003年
- 君が望む永遠（2003年 - 2004年、美紀）

2005年
- 魔法先生ネギま!（初等部の先生）

2008年
- はたらキッズ マイハム組（主婦ハム）

2009年
- ご姉弟物語（女子高生）

2016年
- 名探偵コナン（恩田和泉）

2017年
- ONE PIECE エピソードオブ東の海 〜ルフィと4人の仲間の大冒険!!〜（リカ）

### 劇場アニメ
1995年
- スラムダンク 吠えろバスケットマン魂!! 花道と流川の熱き夏（女生徒）
- スペシャルプレゼント 亜美ちゃんの初恋 美少女戦士セーラームーンSuperS 外伝（女の子）
- 美少女戦士セーラームーンSuperS セーラー9戦士集結!ブラック・ドリーム・ホールの奇跡（ボンボンベピーズ）

1996年
- (超)劇場版! 地獄先生ぬ〜べ〜（レポーター）

1997年
- キューティーハニーF（レディマンティス）
- 劇場版 地獄先生ぬ〜べ〜 午前0時ぬ〜べ〜死す!（菊池静）
- 劇場版 地獄先生ぬ〜べ〜 恐怖の夏休み!! 妖し海の伝説!!（菊池静）
- 地球が動いた日（若い母親）

2001年
- クレヨンしんちゃん 嵐を呼ぶ モーレツ!オトナ帝国の逆襲（受付）

2004年
- Pa-Pa-Pa ザ★ムービー パーマン タコDEポン!アシHAポン!（女A）

### OVA
- メルティランサー The Animation（1999年、オペレーターA、レポーター）
- 伝心 まもって守護月天!（2000年、七梨那奈）
- ジャングルはいつもハレのちグゥ デラックス（2002年、アディ）
- みずいろ（2002年、日和の母）

### ゲーム
1997年
- エーベルージュ（モリッツ・コルマール）
- 三國無双（孫尚香）
- ラングリッサーI&II（レティシア）

1999年
- 宇宙機動ヴァンアーク（ファル）
- ゲッターロボ大決戦!（ケイ）
- ゴルフしようよ（Jeena Shirey）

2000年
- 真・三國無双（孫尚香）
- ゲイルガンナー（アナウンサー）

2001年
- 決戦II（東旋風、曹操の母親）
- 真・三國無双2（2001年 ‐ 2002年、孫尚香） - 2作品
- 松本零士999 〜Story of Galaxy Express 999〜（ミライ）
- みんなのGOLF 3（ユイ）

2002年
- 兎-野性の闘牌-（山口愛、久坂明）
- Only you リベルクルス（のぞみ）
- 機動新撰組 萌えよ剣（紗姫、キスレヴ）
- ジェネレーションオブカオス（2002年 - 2004年、鈴魚姫） - 4作品
- ゼノサーガ エピソードI［力への意志］（ミユキ・イツミ）
- テイルズ オブ デスティニー2（アトワイト・エックス）
- バトル封神（セイリュウ）
- ボクは小さい（タクヤ）
- ほっかほか銭湯（ほたる、ジェシカ）
- 魔女のお茶会（ポニカ、ポチ、ティム）
- リーヴェルファンタジア〜マリエルと妖精物語〜（シャロン）

2003年
- 真・三國無双3（2003年 - 2004年、孫尚香） - 3作品

2004年
- ぐるみん（クリーム）
- クレヨンしんちゃん 嵐を呼ぶ シネマランドの大冒険!
- ゼノサーガ エピソードII［善悪の彼岸］（ミユキ・イツミ）
- ゼノサーガ フリークス（ミユキ・イツミ）
- みんなのGOLF ポータブル（2004年 - 2007年、ミュウ） - 2作品

2005年
- 真・三國無双4（2005年 - 2006年、孫尚香） - 3作品

2006年
- ゼノサーガI・II（ミユキ・イツミ）
- ゼノサーガ エピソードIII［ツァラトゥストラはかく語りき］（ミユキ・イツミ）
- テイルズ オブ デスティニー（PS2版）（アトワイト、ミリー）
- レッスルエンジェルス サバイバー（村上千春、村上千秋）

2007年
- 真・三國無双5（2007年 - 2009年、孫尚香） - 2作品
- 無双OROCHI（2007年 - 2009年、孫尚香） - 3作品

2008年
- School Days L×H（伊藤止）
- テイルズ オブ デスティニー ディレクターズカット（アトワイト）
- レッスルエンジェルス サバイバー2（村上千春、村上千秋）

2010年
- 真・三國無双 MULTI RAID 2（孫尚香）

2011年
- 真・三國無双6（2011年 - 2012年、孫尚香） - 4作品
- 無双OROCHI 2（2011年 - 2013年、孫尚香） - 4作品

2012年
- 真・三國無双 VS（孫尚香）

2013年
- 真・三國無双7（2013年 - 2014年、孫尚香） - 3作品

2015年
- けものフレンズ（イリエワニ、オグロプレーリードッグ、クルル）

2018年
- 真・三國無双8（2018年 - 2021年、孫尚香） - 2作品
- 無双OROCHI 3（孫尚香）

2019年
- テイルズ オブ ザ レイズ（アトワイト・エックス）

2025年
- 真・三國無双 ORIGINS（孫尚香）

### ドラマCD
1995年
- ウェディング・ドレスに紅いバラ（加納涼子）

1996年
- HAUNTEDじゃんくしょん（長谷川花子）
- ルナ・シルバースターストーリー ルナティックフェスタ Vol.2（赤竜）

1998年
- テイルズ オブ デスティニー（アトワイト）

2000年
- 破妖の剣（佳瑠）

2003年
- まもって守護月天! 再逢（七梨那奈）

2007年
- School Days DRAMA CD Vol.1 ヒ・ミ・ツの花園（伊藤止）

2009年
- 孤独のグルメ ドラマCD

### 吹き替え
- バイバイ・ラブ（ミッシェル、リンジー）※VHS版
- パワーレンジャー・ターボ（エリュータン）
- ONE PIECE（2023年、リカ）

### デジタルコミック
- Beeマンガ GTO（2012年、森高尚子）

### ナレーション
- いきなり!黄金伝説。 - テレビ朝日系列
- お笑い登龍門 - フジテレビ系列
- ギャグ輸入!月刊ヨシモト新喜劇 - 朝日放送
- シルシルミシル - テレビ朝日系列
- ためしてガッテン（テンコちゃん） - NHK総合
- TBSチャンネル（タータン） - TBS系列
- PAKU2 グルメんぼ - テレビ朝日系列
- フジヤマ☆スタア - 関西テレビ
- 夢の船・未来丸 - テレビ東京系列
- 笑う犬の発見ホリケンサイズ - フジテレビ系列
- 世界を変えるテレビ（声の出演） - 日本テレビ系列
- ニュース女子 - DHCテレビジョン制作

### ラジオ
※はインターネット配信。
- 角川アニメホットライン（TBSラジオ） - アシスタント
- ちよれんちゃんねる♪（2002年、ラジオ大阪、文化放送） - マヨちゃん 役
- 音速♪ひとみしりちゃんねる（2003年、ラジオ大阪、TBSラジオ） - マヨちゃん 役
- らぢおっポイでしょ?（2004年 - 2008年、※）

### テレビ番組
- 声♥遊倶楽部（1995年 - 1996年、テレビ東京）Piパーズ

### 人形劇
- こどもにんぎょう劇場 「わがままな大男」（子供）

### 特撮
- 未来戦隊タイムレンジャー（2000年、レイホウの声）

### CM
- ホンダ インサイト（SNOOPY） - TVCM

### その他コンテンツ
- オーバーフロー マスコットガール（マヨちゃん）

## ディスコグラフィ

### キャラクターソング
| 発売日  | 商品名                             | 歌                                                         | 楽曲                     | 備考                                  |
| 2003年  | 2003年                             | 2003年                                                     | 2003年                   | 2003年                                |
| ------- | ---------------------------------- | ---------------------------------------------------------- | ------------------------ | ------------------------------------- |
| 7月23日 | 妹でいこう! -麻由夏と冬乃の夏休み- | 吉住麻由夏（大野まりな）、吉住冬乃（静木亜美）、宇和川恵美 | 「ぴゅあぴゅあ大作戦？」 | PCゲーム『妹でいこう!』イメージソング |

### シリーズ一覧
1. ↑  第4シリーズ『SuperS』（1995年 - 1996年）、第5シリーズ『セーラースターズ』（1996年）
2. ↑  『真・三國無双2』（2001年）、『猛将伝』（2002年）
3. ↑  『NEXT』（2002年）、『IV』（2004年）、『アナザサイド』（2005年）、『ディザイア』（2007年）
4. ↑  『真・三國無双3』（2003年）、『猛将伝』（2003年）、『Empires』（2004年）
5. ↑  『ポータブル』（2004年）、『ポータブル2』（2007年）
6. ↑  『真・三國無双4』（2005年）、『猛将伝』（2005年）、『Empires』（2006年）
7. ↑  『真・三國無双5』（2007年）、『Empires』（2009年）
8. ↑  『無双OROCHI』（2007年）、『魔王再臨』（2008年）、『Z』（2009年）
9. ↑  『真・三國無双6』（2011年）、『Special』（2011年）、『猛将伝』（2011年）、『Empires』（2012年）
10. ↑  『無双OROCHI 2』（2011年）、『Special』（2012年）、『Hyper』（2012年）、『Ultimate』（2013年）
11. ↑  『真・三國無双7』（2013年）、『猛将伝』（2013年）、『Empires』（2014年）
12. ↑  『真・三國無双8』（2018年）、『Empires』（2021年）